# Zinkenbäckerhaus
Das Zinkenbäckerhaus ist ein zweigeschossiger traufständiger Satteldachbau aus unverputzten roten Sandsteinquadern in der Hauptstraße 13 der Stadt Merkendorf im Fränkischen Seenland (Mittelfranken) und steht unter Denkmalschutz.

## Bau
Das Gebäude wurde 1867 von Adam Huber erbaut. Huber war Bäcker und auf dem Anwesen lag das Backrecht.
Am Nordgiebel befindet sich eine Tafel mit der Jahreszahl 1747.